# New 52
New 52 bylo označení pro relaunch komiksových sérií nakladatelství DC Comics. Po událostech z crossoveru „Flashpoint“ došlo v září 2011 k nahrazení původních sérií 52 novými sériemi, které začaly být počítány od čísla 1. Mezi restartovanými sériemi byly i Action Comics a Detective Comics, které nepřetržitě běžely již od 30. let 20. století.
Relaunch znamenal například změnu vydavatelského formátů (tištěná i digitální verze byla vydávána ve stejný den), také byly vydány zcela nové série, postavy došly modernizace, a další změny v DC univerzu měly celkově za cíl přilákat nové čtenáře. Současně postavy z imprintů Wildstorm a Vertigo byly začleněny do DC univerza.
New 52 bylo oficiálně ukončeno po událostech eventu „Convergence“ v květnu 2015, nicméně kontinuita New 52 v komiksech pokračovala. V červnu 2015 bylo vydáno 24 nových sérií. Současně se z původních 52 sérií pokračovalo jen v 25, přičemž u některých došlo ke změně tvůrčího týmu. Další relaunch DC Rebirth proběhl v květnu 2016 komiksem DC Universe: Rebirth.

## Historie vydání
Po crossoveru Flashpoint z roku 2011 došlo ke zrušení všech sérií a vydání nových 52 sérií počítaných od čísla 1. Vedle klasických sérií jako jsou Batman, Detective Comics, Superman, Action Comics, Wonder Woman, Justice League, Aquaman, Batgirl, Green Lantern, Flash, Harley Quinn nebo Teen Titans, byly vydávány i zcela nové, jako Batman Beyond, Constantine: The Hellblazer, Earth 2: Society, Justice League 3001, Robin: Son of Batman, We Are... Robin, Superman: Lois & Clark a další.
V lednu 2012 došlo k druhé vlně změn – tituly Blackhawks, Hawk and Dove, Men of War, Mister Terrific, O.M.A.C. a Static Shock byly zrušeny a nahrazeny novými sériemi Dial H, Earth 2, G.I. Combat, World's Finest, Ravagers a Batman Incorporated.
V září 2012, na první výročí New 52, všechny série získaly speciální číslo, které bylo vydáno jako číslo 0, tzv. „Zero Month“. V téže době došlo ke třetí vlně změn, kdy byly zrušeny série Justice League International, Captain Atom, Resurrection Man a Voodoo a nahrazeny sériemi Talon, Sword of Sorcery, Phantom Stranger a Team 7.
V dubnu 2013 byly zrušeny série I, Vampire a DC Universe Presents (čtvrtá vlna). Od ledna 2013 všechny série obsahovaly dvojstránku fiktivního zpravodajství Channel 52. V květnu 2013 došlo k páté vlně změn, kdy byly zrušeny série The Savage Hawkman, The Fury of Firestorm: The Nuclear Man, Sword of Sorcery, Team 7, Deathstroke a The Ravagers. Novými sériemi naopak byly The Green Team: Teen Trillionaires a The Movement. V červnu byly vydány další nové série Superman Unchained, Batman/Superman, Larfleeze a Trinity of Sin: Pandora. V červnu 2013 došlo ke zrušení sérií Batman Incorporated, Demon Knights, Legion of Super-Heroes, Threshold a Dial H.
V září 2013, na druhé výročí New 52, všechny série obdržely speciální čísla (např. #24.1), která představovala hlavní padouchy komiksových sérií, tzv. „Villains Month“. V září 2013 také začal crossover Forever Evil.
V říjnu 2013 začala šestá vlna změn. Nové tituly byly Justice League 3000, Superman/Wonder Woman a Harley Quinn. V říjnu byla také oznámena týdenní série Batman Eternal, která začala být vydávána v dubnu 2014. V prosinci 2014 začala být vydávána série The New 52: Futures End. Několik dalších sérií bylo zrušeno a nahrazeno jinými. V srpnu 2014 začala být vydávána speciální série The Multiversity Granta Morrisona.
V únoru 2015 bylo oznámeno, že po eventu Convergence z května 2015 již nebude dále používáno označení New 52. V červnu zůstalo pouze 25 nejvíce úspěšných sérií, které však často obdržely nové tvůrčí týmy, dalších 24 sérií bylo zrušeno. V únoru 2016 v DC oznámili, že v květnu dojde k novému relaunchi pod hlavičkou DC Rebirth. Většina sérií se bude znovu počítat od čísla 1, přičemž jiné se vrátí k původnímu číslování před New 52.

## Vybrané série a autoři
- Action Comics Vol. 2 (Grant Morrison, Andy Kubert a Rags Morales)
- Batman Vol. 2 (Scott Snyder a Greg Capullo)
- Detective Comics Vol. 2 (Tony Daniel, John Layman a Jason Fabok)
- Green Lantern Vol. 5 (Geoff Johns a Doug Mahnke)
- Harley Quinn Vol. 2 (Amanda Conner a Jimmy Palmiotti)
- Justice League Vol. 1 (Geoff Johns a Jim Lee)
- Superman Vol. 3 (George Pérez a Jesús Merino)
- Teen Titans Vol. 5 (Will Pfeifer a Kenneth Rocafort)
- Wonder Woman Vol. 4 (Brian Azzarello a Cliff Chiang)

## Česky vydané komiksy New 52
V České republice vydávají komiksy New 52 vydavatelství BB/Art a CREW.
| Číslo                       | Název                            | Originální název              | Obsah |
| --------------------------- | -------------------------------- | ----------------------------- | --- |
| All Star Western            |                                  |                               | |
| 1                           | Pistolníci z Gothamu             | Guns and Gotham               | All Star Western (vol. 3) 1-6 |
| 2                           | Válka vládců noci                | The War of Lords and Owls     | All Star Western (vol. 3) 7-12 |
| 3                           | Černý diamant                    | The Black Diamond Probability | All Star Western (vol. 3) 0, 13-16 |
| Batman                      |                                  |                               | |
| 1                           | Soví tribunál                    | The Court of Owls             | Batman (vol. 2) 1-7 |
| 2                           | Soví město                       | The City of Owls              | Batman (vol. 2) 8-12 a Annual 1 |
| 3                           | Smrt rodiny                      | Death of The Family           | Batman (vol. 2) 13-17 |
| 4                           | Rok nula – Tajné město           | Zero Year – Secret City       | Batman (vol. 2) 21-24 |
| 5                           | Rok nula – Temné město           | Zero Year – Dark City         | Batman (vol. 2) 25-27, 29-33 |
| 6                           | Hřbitovní směta                  | Graveyard Shift               | Batman (vol. 2) 0, 18-20, 28, 34, Annual 2 |
| 7                           | Konec hry                        | Endgame                       | Batman (vol. 2) 35-40 |
| 8                           | Supertíha                        | Superheavy                    | Batman (vol. 2) 41-45, FCBD 2015: Diverrgence |
| 9                           | Květy zla                        | Bloom                         | Batman (vol. 2) 46-50, Detective Comics (vol. 2) 27 |
| 10                          | Epilog                           | Epilogue                      | Batman (vol. 2) 51-52, Annual 4. Batman: Futures End, Batman: Rebirth |
| Batman – Detective Comics   |                                  |                               | |
| 1                           | Tváře smrti                      | Faces of Death                | Detective Comics (vol. 2) 1-7 |
| 2                           | Zastrašovací taktiky             | Scare Tactics                 | Detective Comics (vol. 2) 0, 8-12, Annual 1 |
| 3                           | Imperátor Penguin                | Emperor Penguin               | Detective Comics (vol. 2) 13-18 |
| 4                           | Trest                            | The Wrath                     | Detective Comics (vol. 2) 19-24, Annual 2 |
| 5                           | Gothtopie                        | Gothtopia                     | Detective Comics (vol. 2) 25-29 |
| 6                           | Ikarus                           | Icarus                        | Detective Comics (vol. 2) 30-34 a Annual 3 |
| 7                           | Anarky                           | Anarky                        | Detective Comics (vol. 2) 35-40, Detective Comics: Endgame, Detective Comics: Futures End |
| 8                           | Krev hrdinů                      | Blood of Heroes               | Detective Comics (vol. 2) 41-47 a Detective Comics |
| 9                           | Gordon ve válce                  | Gordon at War                 | Detective Comics (vol. 2) 48-52 a Batman: Rebirth |
| Batman, Temný rytíř         |                                  |                               | |
| 1                           | Temné děsy                       | Knight Terrors                | Batman, The Dark Knight (vol. 2) 1-9 |
| 2                           | Kruh násilí                      | Cycle of Violence             | Batman, The Dark Knight (vol. 2) 0, 10-15 |
| 3                           | Šílený                           | Mad                           | Batman, The Dark Knight (vol. 2) 16-21 a Annual 1 |
| 4                           | Proměny                          | Clay                          | Batman, The Dark Knight (vol. 2) 22-29 |
| Harley Quinn                |                                  |                               | |
| 1                           | Šílená odměna                    | Hot in the City               | Harley Quinn (vol. 2) 0-8 |
| 2                           | Výpadek                          | Power Outage                  | Harley Quinn (vol. 2) 9-13, Harley Quinn: Futures End, Harley Quinn Invades Comic-Con International: San Diego, Secret Origins (vol. 3) 4                                                                                  |
| 3                           | Láska na první ránu              | Kiss Kiss Bang Stab           | Harley Quinn (vol. 2) 14-16, Annual 1, Harley Quinn Valentine's Day Special, Harley Quinn Holiday Special |
| 4                           | Volání do zbraně                 | A Call to Arms                | Harley Quinn (vol. 2) 17-21, Harley Quinn Road Trip Special, DC Sneak Peek: Harley Quinn |
| 5                           | Naposled se směje Joker          | The Joker's Last Laugh        | Harley Quinn (vol. 2) 22-25, Harley Quinn: Be Careful What You Wish for |
| Liga spravedlnosti          |                                  |                               | |
| 1                           | Počátek                          | Origin                        | Justice League (vol. 2) 1-6 |
| 2                           | Zrození zla                      | The Villain's Journey         | Justice League (vol. 2) 7-12 |
| 3                           | Trůn Atlantidy                   | Throne of Atlantis            | Justice League (vol. 2) 13-17 a Aquaman (vol. 7) 15-16 |
| 4                           | Síť                              | The Grid                      | Justice League (vol. 2) 18-20 a 22-23 |
|                             | Válka Velké Trojky               | Trinity War                   | Justice League (vol. 2) 22-23, Justice League Dark (vol. 1) 22-23, Justice League of America (vol. 3) 6-7, Constantine (vol. 1) 5, Trinity of Sin: Pandora 1-3, Trinity of Sin: Phantom Stranger 11, FCBD 2012: The New 52 |
| 5                           | Věční hrdinové                   | Forever Heroes                | Justice League (vol. 2) 24-29 |
| Americká Liga spravedlnosti |                                  |                               | |
| 1                           | Nejnebezpečnější hrdinové světa  | World's Most Dangerous        | Justice League of America (vol. 3) 1-7 |
| 2                           | Přeživší zla                     | Survivors of Evil             | Justice League of America (vol. 3) 8-14 |
| Sebevražedný oddíl          |                                  |                               | |
| 1                           | Kopanec do zubů                  | Kicked in the Teeth           | Suicide Squad (vol. 4) 1-7 |
| 2                           | Vzestup Baziliška                | Basilisk Rising               | Suicide Squad (vol. 4) 0, 8-13, Resurrection Man (vol. 2) 9 |
| 3                           | Smrt je jen pro pitomce          | Death Is for Suckers          | Suicide Squad (vol. 4) 14-19 |
| 4                           | Výchova a trest                  | Discipline and Punish         | Suicide Squad (vol. 4) 20-23, Detective Comics (vol. 2) 23.2, Justice League of America (vol. 3) 7.1 |
| Superman – Action Comics    |                                  |                               | |
| 1                           | Superman a lidé z oceli          | Superman and the Men of Steel | Action Comics (vol. 2) 1-8 |
| 2                           | Neprůstřelný                     | Bulletproof                   | Action Comics (vol. 2) 0, 9-12, Annual 1 |
| 3                           | Na konci času                    | At the End of Days            | Action Comics (vol. 2) 13-17 |
| Superman                    |                                  |                               | |
| 1                           | Cena zítřka                      | What Price Tomorrow           | Superman (vol. 3) 1-6 |
| 2                           | Tajnosti a lži                   | Secrets & Lies                | Superman (vol. 3) 7-12 a Annual 1 |
| Superman Nespoutaný         |                                  |                               | |
| 1                           | Superman Nespoutaný, kniha první | Superman Unchained            | Superman Unchained 1-5 |
| 2                           | Superman Nespoutaný, kniha druhá | Superman Unchained            | Superman Unchained 1-6 |
| Wonder Woman                |                                  |                               | |
| 1                           | Krev                             | Blood                         | Wonder Woman (vol. 4) 1-6 |
| 2                           | Odvaha                           | Guts                          | Wonder Woman (vol. 4) 7-12 |
| 3                           | Vůle                             | Iron                          | Wonder Woman (vol. 4) 0, 13-18 |
| 4                           | Válka                            | War                           | Wonder Woman (vol. 4) 19-23 |
| 5                           | Tělo                             | Flesh                         | Wonder Woman (vol. 4) 24-29 a 23.2 |
| Speciály                    |                                  |                               | |
|                             | Věčné zlo                        | Forever Evil                  | Forever Evil 1-7 |